# Museo della città (Livorno)
Il Museo della Città è un polo culturale situato a Livorno, nel cuore del quartiere storico della Venezia Nuova.

## Storia
Il progetto definitivo per la realizzazione del polo culturale del Luogo Pio, da realizzarsi nell'area compresa tra l'ex chiesa dell'Assunzione della Vergine e di San Giuseppe e i Bottini dell'olio, fu approvato dalla giunta comunale il 21 settembre 2010.
Nel nuovo complesso, destinato a ospitare anche una sezione della Biblioteca Labronica, dovevano riunirsi le collezioni proveniente dal museo civico disperse dopo la seconda guerra mondiale e la collezione di arte contemporanea esposta, tra il 1974 e il 1984, a villa Maria.
L'opera fu finanziata dalla Regione Toscana e, in parte, dal Comune di Livorno nell'ambito dei "Piani Integrati di Sviluppo Urbano Sostenibile"; la posa della prima pietra avvenne martedì 29 gennaio 2013, alla presenza del sindaco Alessandro Cosimi.
Il 16 dicembre 2017 fu inaugurata la sezione della biblioteca al primo piano dei rinnovati Bottini dell'olio.
Il complesso museale, invece, fu inaugurato il 30 aprile 2018 dal sindaco Filippo Nogarin.
Nel corso del 2019 la sezione di storia cittadina è stata smantellata per ospitare esposizioni temporanee, a partire da quella dedicata ad Amedeo Modigliani; nel 2024 la sezione d'arte contemporanea è stata completamente rinnovata e a maggio 2024 è stato presentato il piano di riassetto del museo, che includerà anche una sezione ai granai di villa Mimbelli con una sezione dedicata all'arte medicea. Il 22 dicembre 2024 è stata inaugurata la nuova sezione permanente di Storia ed Arte Antica, Medievale e Moderna curata dal direttore scientifico Paolo Cova, alla presenza, tra gli altri, del presidente della Regione Toscana Eugenio Giani, che riporta il Museo della Città alla sua originaria finalità, la narrazione della storia centenaria e multiculturale di Livorno.

## Descrizione

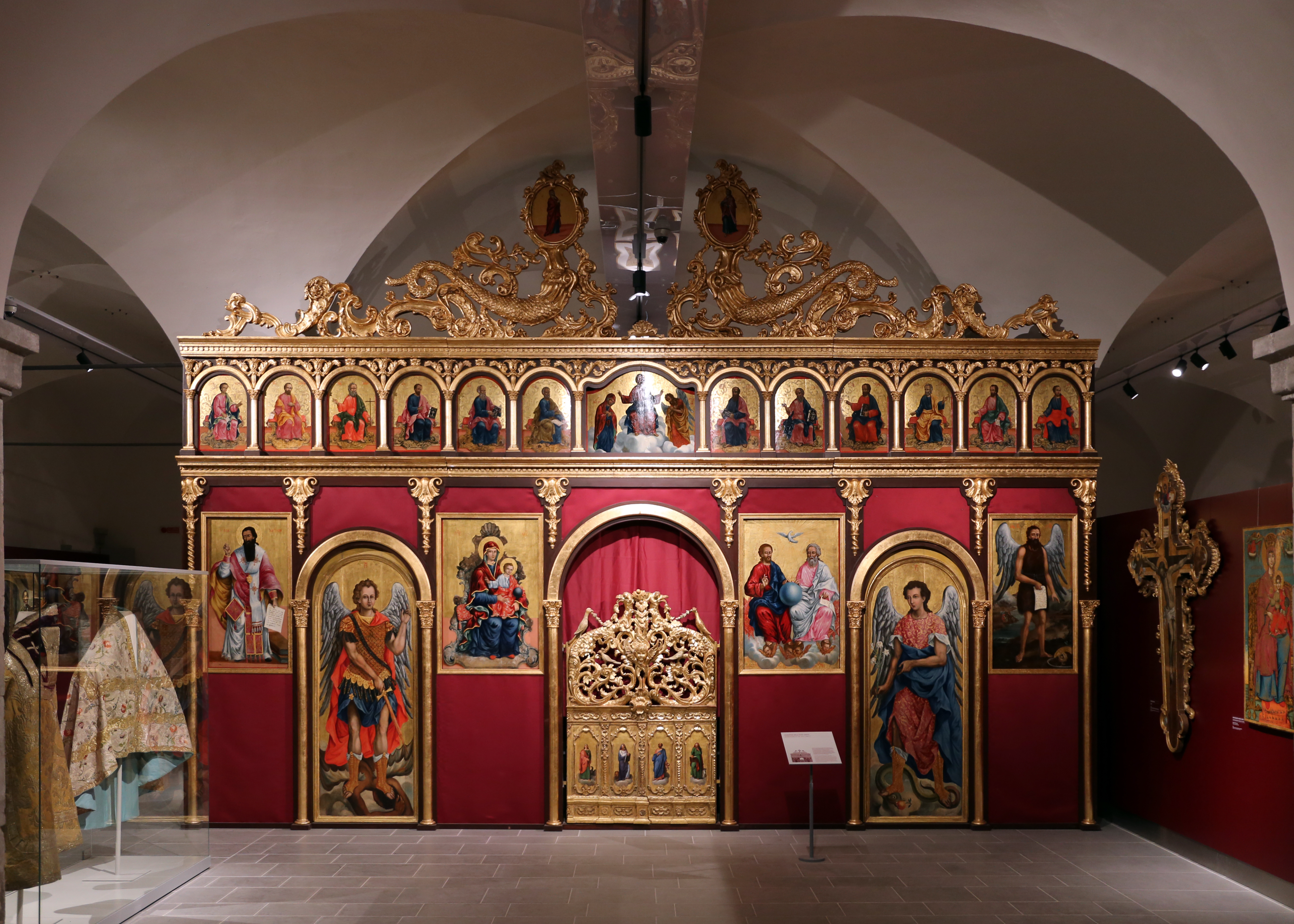
Iconostasi della scomparsa chiesa dei greci ortodossi

Il "Museo della Città" è costituito dall'ex chiesa dell'Assunzione della Vergine e di San Giuseppe e dal piano terra dei Bottini dell'olio, i quali sono stati collegati tra loro da un nuovo corpo di fabbrica, che si inserisce nel vuoto venuto a crearsi nel secondo dopoguerra a seguito della demolizione del complesso delle cosiddette "Case Pie".
Lo spazio interno dei Bottini dell'Olio ospita la sezione permanente di Storia ed Arte Antica, Medievale e Moderna.
Dal 2018 al 2019 (fino alla grande mostra temporanea dedicata ad Amedeo Modigliani) il percorso si sviluppava attraverso le collezioni cittadine, originariamente conservate nei depositi del Museo civico Giovanni Fattori e della Biblioteca Labronica; si trattava di circa seicento oggetti d'arte, oltre alle collezioni numismatiche e archeologiche, che ripercorrevano la storia della città.
Questa sezione è stata completamente riallestita e rinnovata nel corso del 2024; l'inaugurazione si è tenuta il 22 dicembre 2024. Il rinnovamento ha conferito maggiore importanza alla "Città delle Nazioni", che si impronta sulla storia delle comunità straniere, senza dimenticare il periodo del Risorgimento e l'archeologia..
La prima parte del percorso museale è incentrata sullo sviluppo urbanistico di Livorno, con antiche mappe e un grande plastico riproducente la città come appariva nel 1749. Si passa quindi alla sezione con i reperti archeologici, prevalentemente d'età etrusca e romana e provenienti in gran parte dalla collezione che Enrico Chiellini donò al comune di Livorno nel 1883, passando poi alla sezione medievale, dove sono esposti documenti, oggetti e alcuni affreschi provenienti dall'Eremo di Santa Maria alla Sambuca.
A questo punto ha inizio la sezione dedicata alla fondazione della città alla fine del Cinquecento e al suo sviluppo, fortemente legato alle varie comunità nazionali che la animarono, tra i secoli XVII e XIX: tra le più importanti si ricordano la comunità Ebraica, quella Francese e quella Armena.
Il percorso avanza con una sezione dedicata al Risorgimento e con una celebrazione delle più importanti figure illustri che hanno animato la città a cavallo tra Ottocento e Novecento; un'intera parete è dedicata alle manifestazioni novecentesche (nel percorso è esposta anche la prima bandiera della storia del Partito Comunista Italiano, nato proprio a Livorno) e alle testimonianze politiche. Il percorso si chiude con un'ultima parete dedicata alle donne illustri livornesi. Il nuovo allestimento espone anche le false teste di Modigliani, protagoniste nel 1984 di una vicenda culturale senza precedenti e parte integrante del carattere verace della città, che da sempre unisce genio e sregolatezza.
La sezione di arte contemporanea, anch'essa rinnovata rispetto all'assetto del 2018 e inaugurata il 28 gennaio 2024, è situata presso la chiesa dell'Assunzione e nei nuovi volumi ricavati in adiacenza.
Vi sono esposte opere di Piero Manzoni, Emilio Vedova, Pino Pascali, Tancredi Parmeggiani, Giuseppe Uncini, Enrico Castellani, Vincenzo Agnetti, Giulio Paolini, Emilio Isgrò, Gianfranco Baruchello, Mino Trafeli ed altri ancora.

## Principali esposizioni temporanee
- Modigliani e l'avventura di Montparnasse: dal 7 novembre 2019 al 16 febbraio 2020, celebra i 100 anni dalla morte del pittore livornese Amedeo Modigliani.[10]
- Progressiva - Arti visive a Livorno dal 1989 al 2020: dal 1º agosto 2020 al 4 ottobre 2020. Omaggio all’impegno profuso dal secondo dopoguerra dalle istituzioni livornesi per la diffusione dell’arte contemporanea.[11]
- Vissi d'Arte - Cento capolavori dalle collezioni Iannaccone e Della Ragione: dal 31 ottobre 2020 al 31 gennaio 2021. "Fotografia" importante dell'arte italiana negli anni tra le due guerre, in collaborazione con il Museo Novecento di Firenze. Tra gli artisti esposti Renato Guttuso, Emilio Vedova, Filippo De Pisis e altri.[12]
- Mario Puccini - Van Gogh involontario: dal 2 luglio 2021 al 19 settembre 2021, dedica al pittore Mario Puccini una mostra di centocinquanta opere, fra cui un importante nucleo collezionistico ritrovato per l'occasione, permettendo al visitatore di osservare dipinti assenti dalle esposizioni pubbliche da oltre cinquanta anni, con opere sia di Puccini sia di pittori a lui contemporanei come Giovanni Fattori, Plinio Nomellini, Silvestro Lega e altri. A cura di Nadia Marchioni.[13]
- Magazzini Generali - Le collezioni livornesi dai depositi al museo: dal 29 ottobre 2021 al 27 febbraio 2022, una mostra sulle opere d’arte nei depositi dei musei livornesi "riscoperte" durante il lockdown del 2020.[14]
- Vittore Grubicy De Dragon - un intellettuale artista e la sua eredità: dall'8 aprile 2022 al 10 luglio 2022, mostra dedicata al grande gallerista-artista che dette il via alla corrente del Divisionismo. Curata da Sergio Rebora e Aurora Scotti con opere di Vittore Grubicy De Dragon, Giovanni Segantini, Angelo Morbelli e altri.[15]
- Piero Gilardi - Tutto ciò che è, è nella natura: dal 28 maggio 2022 al 19 marzo 2023, allestita nella chiesa del Luogo Pio, personale dedicata all'artista torinese Piero Gilardi che ne attraversa la carriera artistica nella sua interezza. Curata dal collettivo Musketeers in collaborazione con il Comune di Livorno, Galleria Giraldi, Fondazione Centro Studi Gilardi e Gufram.[16][17][18]
- La più bella del mondo. Nave Amerigo Vespucci: dal 3 agosto 2022 al 30 ottobre 2022, mostra fotografica dedicata al veliero Amerigo Vespucci, con foto d'autore di Massimo Sestini e Maki Galimberti.[19]
- Banksy. Realismo Capitalista. An Unauthorized Exhibition: dal 17 dicembre 2022 al 10 aprile 2023, grande mostra dedicata allo street artist Banksy che ripercorre l'intera carriera dell'artista fino alle opere realizzate nel 2022 durante la guerra in Ucraina. Serigrafie originali e opere su vario supporto in una mostra curata da Associazione MetaMorfosi in collaborazione con il Comune di Livorno.[20][21]
- Sognando I Corsari. Livorno e il suo mare negli Archivi Alinari: dal 1º luglio 2023 all'8 ottobre 2023, mostra fotografica curata da Rita Scartoni per Fondazione Alinari per la Fotografia con 150 opere fotografiche storiche databili dal 1841 a oggi, che rappresentano Livorno e la vita marinara attraverso l'occhio dei più importanti fotografi livornesi della storia.[22]
- Leonardo da Vinci. Bellezza e invenzione: dal 20 dicembre 2023 al 1º aprile 2024, esposizione di disegni autografi del Codice Atlantico dalla Biblioteca Ambrosiana di Milano e il Codice sul volo degli uccelli dalla Biblioteca Reale di Torino, oltre a disegni e dipinti leonardeschi che testimoniano l'influenza dell'artista.[23]
- Nicola Vukich "In Memoria" (1972-2023): dal 10 maggio 2024 al 29 settembre 2024, mostra personale dedicata all'artista livornese Nicola Vukich, inaugurata a un anno dalla prematura scomparsa.  La mostra, allestita in tandem con la Sezione Arte Contemporanea negli spazi della Chiesa, ripercorre l'intera carriera artistica, sia visuale che musicale, e mette in luce anche documenti letterari e fotografici non conosciuti.[24][25][26]